# Goldjäger in Kalifornien
Goldjäger in Kalifornien ist ein US-amerikanischer Stummfilmwestern aus dem Jahr 1929 von Allan Dwan mit Renée Adorée und George Duryea in den Hauptrollen. Der Film wurde von Cosmopolitan Productions und Metro-Goldwyn-Mayer produziert und basiert auf dem 1928 veröffentlichten Roman Tide of Empire von Peter B. Kyne. Er war einer der letzten Stummfilme von MGM und wurde mit Musik und Toneffekten unterlegt.

## Handlung
In einem beschaulichen Städtchen an der kalifornischen Pazifikküste leben die dort ansässigen Spanier in Frieden, viele arbeiten für den Großgrundbesitzer Don José Guerrero, der mit seiner Tochter Josephita und seinem Sohn Romauldo von der Viehwirtschaft auf der Rancho Chico lebt. Romauldo ist ein eher leichtsinniger junger Mann, der den Erlös vom Verkauf von Schafen beim Hahnenkampf verwettet hat. Er bittet seine Schwester um Hilfe, die nach anfänglicher Weigerung ihrem Vater Geld aus dem Geldbeutel stiehlt. Don José bekommt dies mit, sagt aber nichts. Romauldo gibt ihm das Geld als Verkaufserlös zurück.
Im Januar 1848 wird bei der Errichtung eines Sägewerks in Coloma Gold gefunden, was den kalifornischen Goldrausch auslöst. Von überallher strömen Menschen nach Kalifornien. Mit den Siedlern erreichen auch Betrüger, Diebe und andere Verbrecher die Gegend. Auch die Guerreros leiden unter den Übergriffen skrupelloser Banden.
Dermod D’Arcy ist ebenfalls nach Kalifornien gekommen. Leider hat er Pech und kann keine Ausrüstung kaufen, da die Läden bis auf die letzte Schaufel ausverkauft sind. Dermod lernt den Gefängniswärter Harmon kennen, der wegen dreier Häftlinge auf seinem Posten ausharren muss. Harmon will Dermod mit Ausrüstung versorgen, wenn der eine Idee hat, wie er seinen Posten verlassen kann. Dermod schlägt vor, die Häftlinge in Käfigwagen zu sperren. So können sie mitgenommen werden. Harmon schlägt erfreut ein.
Die Guerreros wollen eine Fiesta besuchen. Auf dem Weg dorthin werden sie von dem steckengebliebenen Käfigwagen aufgehalten. Dermod entschuldigt sich für die Störung, wird aber von Josephita zurechtgewiesen. Als der Wagen frei ist, kann die Reise fortgesetzt werden. Josephita verliert ihren Fächer, den Dermod findet. Mit seinen Pferd Pathfinder holt er die Kutsche der Guerreros schnell ein und überreicht Josephita den Fächer. Der Ritt wird von Carlos Montalvo beobachtet, der Dermod darauf hinweist, dass bei der Fiesta ein Rennen der zwei schnellsten Pferde der Gegend, El Capitan von Don José und einem Pinto von Don Emilio, veranstaltet wird. Montalvo lässt Pathfinder für seine Ranch einschreiben. Zum Entsetzen seiner Kinder setzt Don José seine Ranch gegen jeweils 20.000 Rinder von Don Emilio und Montalvo.
Die drei Pferde werden von Indianerjungen geritten. Das Rennen ist zuerst ausgeglichen, dann stürzt Pathfinder. Dermods Pferd kann trotzdem aufholen und das Rennen gewinnen. Montalvo erhält von Don Emilio 20.000 Rinder und von Don José die Ranch. Er teilt seinen Gewinn mit Dermod, der sich für die Ranch entscheidet. Niedergeschlagen kehren die Guerreros zurück. Nachdem Romauldo weggeritten ist, kommt Dermod auf die Ranch. Er wird von Don José und Josephita bewirtet. Die Tochter weist alle seine Annäherungsversuche ab. Dermod notiert etwas unter seine Besitzurkunde und lässt diese zu den Guerreros bringen. Josephita liest mit Überraschung Dermods Notiz, in der er die Ranch an die Guerreros überschreibt. Sie will ihrem Vater die glückliche Nachricht überbringen, nur um zu erkennen, dass er gestorben ist. Sie ruft ihren Bruder um Hilfe, der sich in der Zwischenzeit einer Gruppe von Männern unter der Führung von Cannon angeschlossen hat, der ihm El Capitan durch eine List abgenommen hat.
Dermod und Harmon sind fündig geworden. Harmon kann mit seinem Anteil ein eigenes Gefängnis für seine drei Häftlinge bauen lassen. In der Stadt wird ausgelassen gefeiert. Das Gold soll in der folgenden Nacht per Kutsche abtransportiert werden. Dermod bittet Josephita zu ihm in die Stadt zu kommen. Josephita erscheint in Trauerkleidung und informiert ihn vom Tod ihres Vaters. Sie erzählt ihm, dass Romauldo verschwunden ist und sie nach Spanien zurückkehren wird, da das Gold nur Leiden bringt. Dermods Erklärung, dass es den Leuten auch Glück bringt, sieht sie skeptisch.
Cannon will mit seinen Leuten das Gold in der Stadt plündern, bevor es abtransportiert wird. Zur Ablenkung soll eine Hütte in Brand gesteckt werden. Romauldo will die Gruppe verlassen, wird von Cannon aber zur Teilnahme an dem Überfall gezwungen. Dermod belauscht ein Gespräch der Brandstifter und alarmiert die Einwohner. Cannons Gruppe wird nach einer Schießerei festgenommen. Romauldo wird angeschossen und von Dermod in Josephitas Zimmer gebracht. Harmon macht sich zum Richter und verurteilt die Verbrecher zum Tod durch Erhängen, was Cannon gelassen aufnimmt. Da Dermod gesehen wurde, wie er Romualdo weggebracht hat, durchsuchen einige Männer das Zimmer. Sie finden Romauldo und bringen ihn trotz Josephitas Flehen um Gnade zum Hinrichtungsplatz. Dort löst Dermod Romauldos Fesseln und lässt sich, wie vorher abgesprochen, von ihm niederschlagen. Romauldo springt auf Pathfinder und flüchtet. Seine Verfolger kann er durch einen Sprung über eine Schlucht abschütteln. Dermod hält Josephita in seinen Armen, beide schauen dem Flüchtigen hinterher.

## Hintergrund

### Produktion
Im Januar 1928 wurde bekanntgegeben, dass MGM die Verfilmung von Kynes Roman mit Joan Crawford und James Murray in den Hauptrollen plante. Im Februar begannen die Dreharbeiten unter der Regie von Albert S. Rogell in den MGM-Studios in Culver City. Als Produzent fungierte Hunt Stromberg. Nach drei Drehtagen brach Rogell die Dreharbeiten ab. Seiner Meinung nach würden unvorteilhaften Porträts von Spaniern und Lateinamerikanern dem wirtschaftlichen Wert des Films schaden.
Rogell, von First National für den Film ausgeliehen, wurde abgezogen, viele Darsteller wurden auf andere Projekte des Studios verteilt. Anfang März wurden neue Darsteller gecastet. Die Regie übernahm Allan Dwan. Von dem Filmbudget von ca. 500.000 Dollar (inflationsbereinigt Stand 2023 ca. 15,3 Millionen Dollar) waren schon 15.000 Dollar (ca. 460.000 Dollar 2023) verbraucht. Als neue Hauptdarsteller wurden Renée Adorée und George Duryea verpflichtet, der später als Tom Keene bekannt wurde. Von Warner Bros. wurde William Collier jr. ausgeliehen.
Ende April bzw. Anfang Mai wurden die Dreharbeiten wieder aufgenommen. Eine Fiestaszene entstand in Santa Monica, bei der 300 Komparsen mitspielten, darunter auch mehrere Musiker und Tänzer, die die Filmcrew später während der Pausen unterhielten. Ein bei der Fiesta abgehaltenes Froschrennen wurde mit Fröschen durchgeführt, die sich in einem Behelfs-Reservoir zum Brandschutz angesiedelt hatten.

### Stab
Cedric Gibbons war für das Szenenbild zuständig. Ruth Harriet Louise arbeitete als Standfotografin, Waldemar Young im Bereich Script/Continuity.

### Besetzung
In kleinen nicht im Abspann erwähnten Nebenrollen traten Richard Alexander, Irving Bacon und Buster Keaton auf. Ebenfalls unerwähnt blieben Gino Corrado als Carlos Montalvo und Eric Mayne als Don Emilio.

## Veröffentlichung
Die Premiere des Films fand am 23. März 1929 statt. In der Bundesrepublik Deutschland wurde er am 24. Juni 2001 im deutschen Fernsehen ausgestrahlt.

## Kritiken
Das Lexikon des internationalen Films schrieb: „Routiniert inszenierter Stummfilmwestern um Gold, Glück, Großherzigkeit und große Liebe. Der Film entstand in der Übergangszeit zum Tonfilm und ist bereits mit Musik und Toneffekten versehen.“
Die Filmzeitschrift Cinema befand: „Western-Romanze aus rauer Vorzeit.“